# Halligen

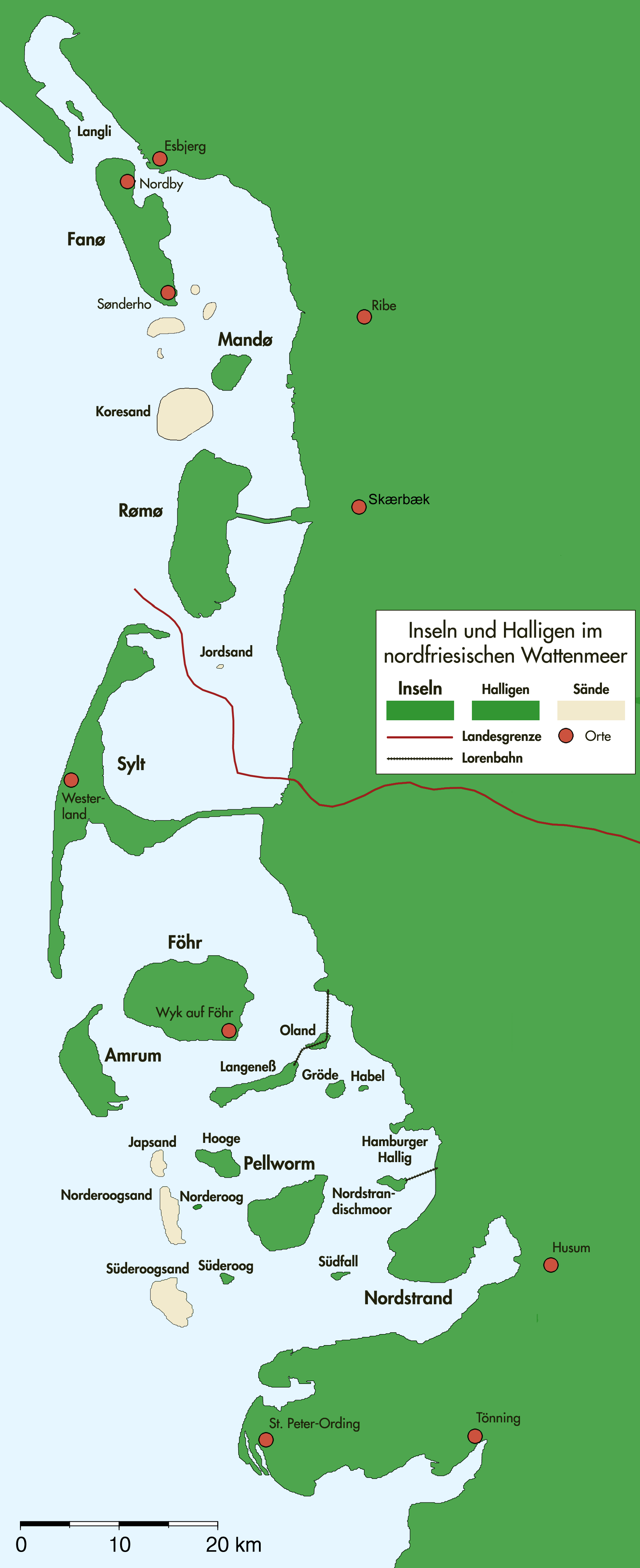
Illes Frisones del Nord amb les Halligen (verd fosc)

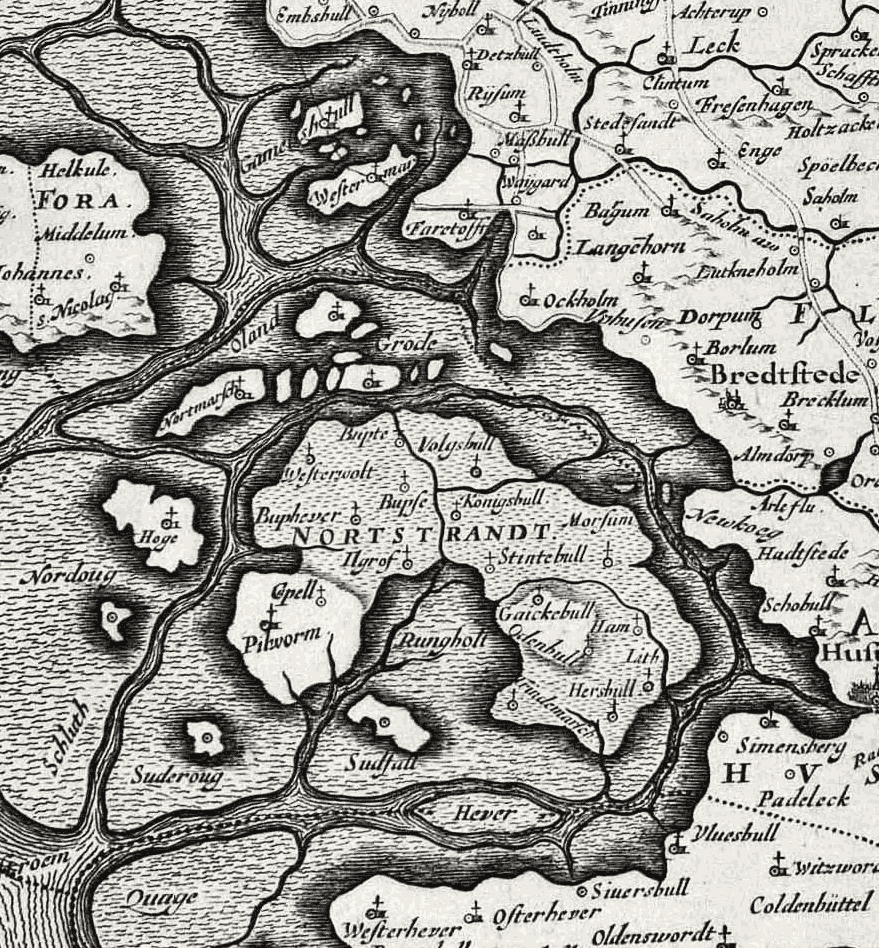
Les Halligen pel 1650 en un mapa de Johannes Mejer

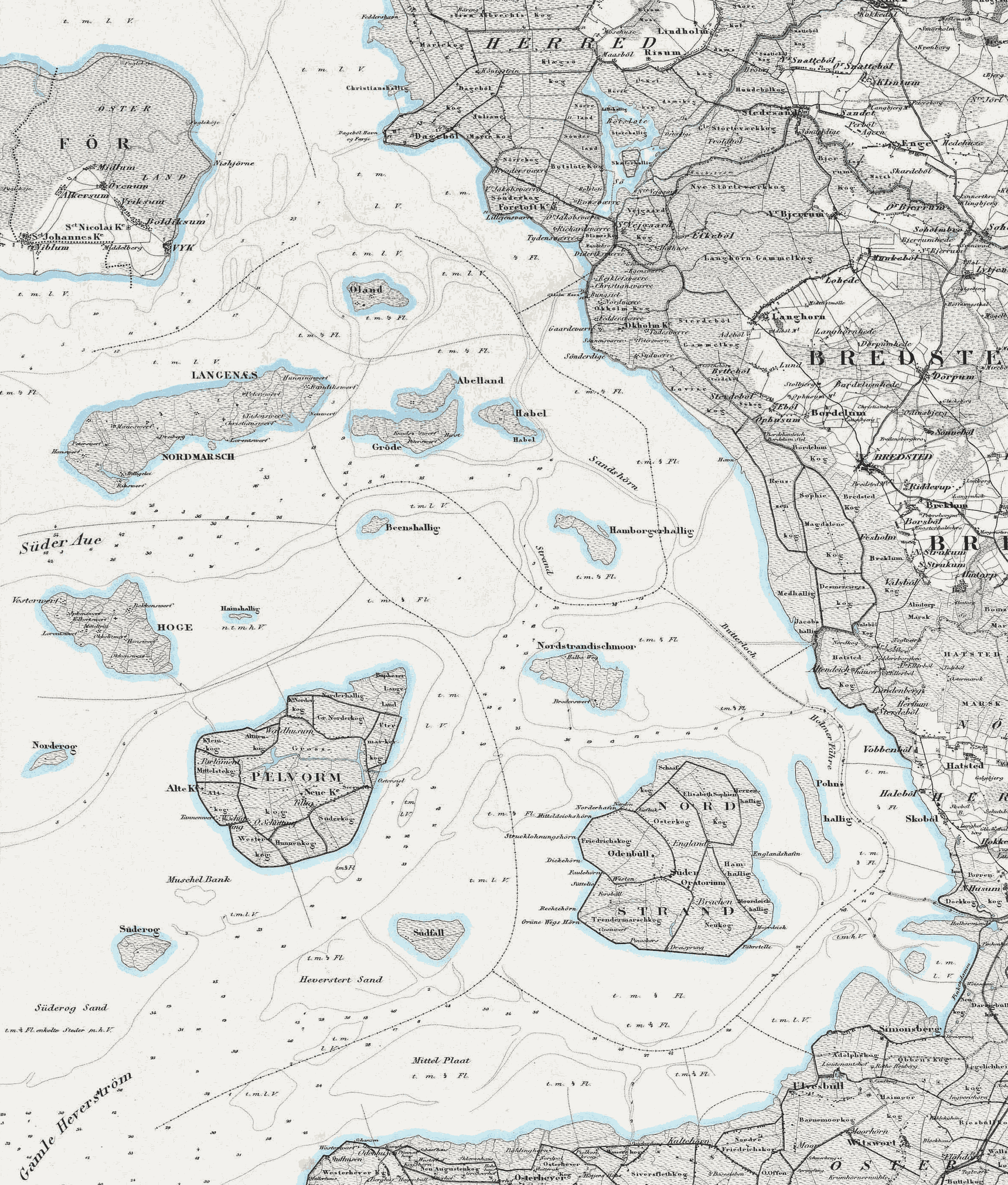
Les Halligen pel1850

Halligen són illes petites d'Alemanya, sense dics de protecció a la Frísia Septentrional al Mar de Wadden. Formen part del districte de Nordfriesland a l'estat de Slesvig-Holstein.

## Etimologia i geografia
El nom prové de la paraula celta hal que significa "sal", una referència a les terres baixes de la regió que sovint es van inundar amb aigua de mar per la marea. A l'edat mitjana Halligen era més gran i amb més illes, comparades amb les del segle xxi. L'existència mateixa de les Halligen és el resultat de les freqüents inundacions i la pobre protecció costanera. Les inundacions eren molt més comunes en l'Edat Mitjana i la protecció de la costa era molt més pobre. Als mapes que il·lustren aquesta pàgina, es demostra que aquesta part de la costa del Mar del Nord està molt a mercè del mar.
Les Halligen tenen àrees que van des de 7 a 956 hectàrees, i amb freqüència eren parts del continent separades per l'erosió de la marea amb tempesta. Alguns també eren parts d'illes una vegada molt més grans esquinçades per les mateixes forces. De vegades, a causa de la deposició de sediments, les illes han crescut juntes per a formar d'altres més grans. Langeneß (o Langeness) inclou una antiga illa del mateix nom, i altres dues que van ser anomenades Nordmarsch i Butwehl. Les Hallingen que han perdurat avui en dia es van crear a l'Halocè.
Els habitatges i edificis comercials estan construïts sobre turons artificials d'un metre d'alt, anomenats warften en alemany, per a protegir-se contra les marees tempestuoses. Algunes Halligen també tenen dics de desbordament.
Les Halligen no són gaire poblades. Els seus mitjans de vida es basen principalment en el turisme, la protecció costanera, i l'agricultura. Aquesta última activitat inclou també ramaderia al fons de les fèrtils, i sovint inundades, praderies de sal.
Les Halligen es troben al Parc Nacional Schleswig-Holsteinisches Wattenmeer. Les comercialment desenvolupades Nordstrandischmoor, Gröde, Oland, Langeneß i Hooge estan envoltades per l'àrea protegida, però en són part integrant. Les més petites Habel, Südfall, Süderoog, i Norderoog i el Hallig hamburguès són part del parc nacional. Caminar sobre les planes marítimes i reunions informatives són ofertes per les autoritats turístiques i l'administració del parc.
A l'oest, les Halligen alemanyes estan protegides del mar obert per l'illa barrera Nord-Frisona.
L'illa de Mandø a la part danesa de l'arxipèlag també és tècnicament una Halligen, encara que està molt lluny de les altres deu, que estan molt a prop unes de les altres. A Mandø es pot arribar des del continent pels aiguamolls en marea baixa, quan una via de les marees (ebbevej en danès, que significa "camí per la marea") és sobre l'aigua.

## Llista de les Halligen
En l'actualitat, hi ha 10 illes Halligen a Alemanya. La següent llista no inclou les Halligen anteriorment existents que o bé han desaparegut o es van fusionar amb les actuals Halligen o amb el continent:
- Langeneß - 956 hectàrees, 16 Warften, al voltant de 110 habitants. Estreta connexió de ferrocarril a Oland (sobre calçada).
- Hooge – 574 hectàrees, 10 Warften, uns 120 habitants.
- Gröde – 277 hectàrees, 2 Warften, 17 habitants.
- Nordstrandischmoor, 175 hectàrees, 4 Warften, 18 habitants. Hi ha una sola habitació. Connexió de ferrocarril de via estreta a la Península.
- Oland – 96 ha, 1 Warften, uns 30 habitants. Connexió de ferrocarril de via estreta a la part continental i a Langeneß.
- Süderoog – 60 ha, 1 Warft, 2 habitants.
- Südfall – 50 ha, 1 Warft, santuari d'aus.
- Hamburger Hallig – 50 hectàrees, 2 Warften, deshabitada, posada ocupada l'estiu, unida al continent per una calçada de 4 km de llarg i un polder.
- Norderoog – 9 hectàrees, cap Warften, santuari d'aus durant tot l'any.
- Habel – 3,6 hectàrees, 1 Warft, deshabitada, santuari d'aus ocupada a l'estiu.

A la part danesa, hi ha assenyalades tres Halligen, actuals o del passat:
- Mandø (abans esmentada)
- Langli
- Jordsand (desapareguda, només hi ha quedat un banc de sorra)